# Glückstagebuch
Ein Glückstagebuch (auch Freudentagebuch) beschreibt eine Übung in der Psychotherapie.

## Methode
Der Patient wird angehalten, in Tagebuchform täglich Glückserlebnisse oder glückliche Momente festzuhalten. Der Zweck der Maßnahme kann variieren, häufigstes Ziel ist durch die aktive Führung eines Glückstagebuchs vor allem eine positive Sichtweise und die Stärkung positiver Gefühle zu erwirken. Durch die Eintragung ausschließlich positiver Dinge soll der Geist angeregt werden, sich aktiv an positive Geschehnisse zu erinnern. Vor allem bei depressiven Patienten kann so der Effekt erzielt werden, die Verleugnung positiver Erlebnisse gegenüber sich selbst zu mindern oder ganz zu verhindern.
Des Weiteren dient die Niederschrift der Erlebnisse häufig der autobiografischen Selbstreflexion und kann dadurch die gemeinsame Arbeit von Therapeut und Patient voranbringen.
Das Konzept ist unter variierenden Namen mit verschiedenen Schwerpunkten zu finden, beispielsweise als Dankbarkeitstagebuch.

## Wirksamkeit
Es gibt aus dem deutschsprachigen Raum bisher zwei Pilotstudien, durchgeführt über eine Woche mit 21 Teilnehmern und über zwei Wochen mit 80 Teilnehmern. Sie ergaben übereinstimmend, dass Glückstagebücher „zu positiven Effekten im Bereich der Befindlichkeit und des Glückserlebens und zu einer Reduktion depressiver Gestimmtheit in einem jeweils mittleren Ausmaß“ beitragen. Klinische Studien wurden bisher nicht durchgeführt.

## Sonstiges
Glückstagebücher oder Varianten davon werden ebenfalls häufiger von Ratgebern aus dem Lifestyle-Bereich für eine glücklichere Lebensweise empfohlen. Im Handel sind vorgedruckte Bücher erhältlich, die in einer kurzen Einleitung ihre Wirkungsweise beschreiben oder gemeinsam mit einem Ratgeber verkauft werden.
Gala Darling stellte auf der TEDxCMU 2012 das Prinzip "Radical Self Love" vor, womit sie sich vor allem an Frauen richtet. Sie rät ebenfalls zur Führung eines Tagebuchs, welches ausschließlich positive Gedanken enthalten soll. Dabei werden nicht nur eigene Gedanken und Erlebnisse notiert, sondern zusätzlich jedes Kompliment, das erhalten und jedes gute Gefühl, das gespürt wurde. Darling hat nach eigenen Angaben mit diesem System ihr geringes Selbstbewusstsein deutlich verbessert.